# Paolo Nebrida
Paolo Nebrida (Subic, 31 december 1994) is een darter uit de Filipijnen.

## Carrière
Nebrida kwalificeerde zich in 2022 voor het eerst voor het PDC-wereldkampioenschap darts. In 2023 schreef hij PDC Asian Tour 12 op zijn naam, waarbij hij landgenoot Reynaldo Rivera versloeg in de finale. Datzelfde jaar behaalde hij nog zesmaal een finale op de PDC Asian Tour. In 2024 won de darter PDC Asian Tour 3. Hij ging langs Nitin Kumar in de finale.
Op het PDC World Darts Championship 2025 versloeg Nebrida Jim Williams en de als negentiende geplaatste Ross Smith om de derde ronde te bereiken, waarin Jeffrey de Graaf zorgde voor zijn uitschakeling.
Samen met Lourence Ilagan kwam Nebrida op de World Cup of Darts uit voor hun thuisland. Het koppel won in de groepsfase van de duo's uit Letland en België, waardoor de Filipijnen de knock-outfase bereikten. Daarin waren de mannen uit Wales te sterk.

## Resultaten op Wereldkampioenschappen

### PDC
- 2023: Laatste 96 (verloren van Danny Jansen met 2-3)
- 2024: Laatste 96 (verloren van Simon Whitlock met 2-3)
- 2025: Laatste 32 (verloren van Jeffrey de Graaf met 1-4)